# Cesny-aux-Vignes
Pour les articles homonymes, voir Vignes.
Cesny-aux-Vignes est une commune française, située dans le département du Calvados en région Normandie, peuplée de 419 habitants.

## Géographie

### Localisation
|       | Croissanville    |       |
| Airan | Cesny-aux-Vignes | Ouézy |
|       | Vieux-Fumé       |       |

### Hydrographie
La commune est située dans le bassin Seine-Normandie. Elle est drainée par le Laizon et le Douet Lambert,,.
Le Laizon, d'une longueur de 39 km, prend sa source dans la commune de Villers-Canivet, s'écoule sur le flanc nord-est de la commune et se jette  dans la Dives à Saint-Ouen-du-Mesnil-Oger, après avoir traversé 16 communes. Les caractéristiques hydrologiques de le Laizon sont données par la station hydrologique située sur la commune de Mézidon Vallée d'Auge. Le débit moyen mensuel est de 0,721 m3/s. Le débit moyen journalier maximum est de 4,25 m3/s, atteint lors de la crue du 17 novembre 1974. Le débit instantané maximal est quant à lui de 5,15 m3/s, atteint le 1er novembre 1974.

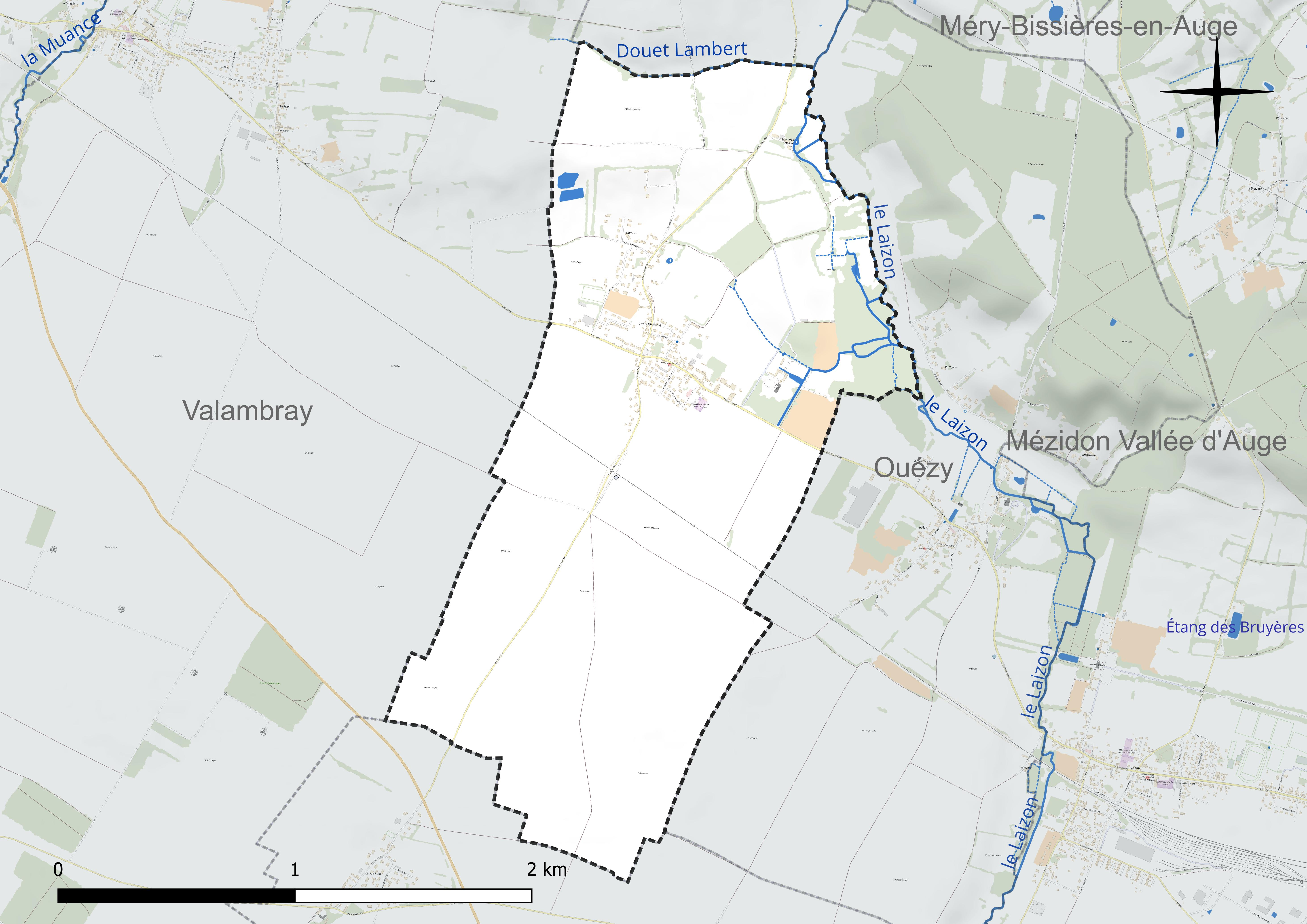
Réseau hydrographique de Cesny-aux-Vignes.

### Climat
Pour des articles plus généraux, voir Climat de la Normandie et Climat du Calvados.
En 2010, le climat de la commune est de type climat océanique altéré, selon une étude du CNRS s'appuyant sur une série de données couvrant la période 1971-2000. En 2020, Météo-France publie une typologie des climats de la France métropolitaine dans laquelle la commune est exposée à un climat océanique et est dans la région climatique  Normandie (Cotentin, Orne), caractérisée par une pluviométrie relativement élevée (850 mm/a) et un été frais (15,5 °C) et venté. Parallèlement le GIEC normand, un groupe régional d'experts sur le climat, différencie quant à lui, dans une étude de 2020, trois grands types de climats pour la région Normandie, nuancés à une échelle plus fine par les facteurs géographiques locaux. La commune est, selon ce zonage, exposée à un « climat des plateaux abrités », correspondant à la plaine agricole de Caen à Falaise, sous le vent des collines de Normandie et proche de la mer, se caractérisant par une pluviométrie et des contraintes thermiques modérées.
Pour la période 1971-2000, la température annuelle moyenne est de 10,7 °C, avec une amplitude thermique annuelle de 12,4 °C. Le cumul annuel moyen de précipitations est de 675 mm, avec 11,5 jours de précipitations en janvier et 7,5 jours en juillet. Pour la période 1991-2020, la température moyenne annuelle observée sur la station météorologique la plus proche, située sur la commune de Mézidon Vallée d'Auge à 4 km à vol d'oiseau, est de 11,2 °C et le cumul annuel moyen de précipitations est de 782,5 mm,. Pour l'avenir, les paramètres climatiques de la commune estimés pour 2050 selon différents scénarios d'émission de gaz à effet de serre sont consultables sur un site dédié publié par Météo-France en novembre 2022.

## Urbanisme

### Typologie
Au 1er janvier 2024, Cesny-aux-Vignes est catégorisée commune rurale à habitat dispersé, selon la nouvelle grille communale de densité à 7 niveaux définie par l'Insee en 2022.
Elle est située hors unité urbaine. Par ailleurs la commune fait partie de l'aire d'attraction de Caen, dont elle est une commune de la couronne,. Cette aire, qui regroupe 296 communes, est catégorisée dans les aires de 200 000 à moins de 700 000 habitants,.

### Occupation des sols
L'occupation des sols de la commune, telle qu'elle ressort de la base de données européenne d'occupation biophysique des sols Corine Land Cover (CLC), est marquée par l'importance des territoires agricoles (86,7 % en 2018), en diminution par rapport à 1990 (87,9 %). La répartition détaillée en 2018 est la suivante : 
terres arables (70,3 %), prairies (16,4 %), zones urbanisées (9,6 %), forêts (3,7 %). L'évolution de l'occupation des sols de la commune et de ses infrastructures peut être observée sur les différentes représentations cartographiques du territoire : la carte de Cassini (XVIIIe siècle), la carte d'état-major (1820-1866) et les cartes ou photos aériennes de l'IGN pour la période actuelle (1950 à aujourd'hui).

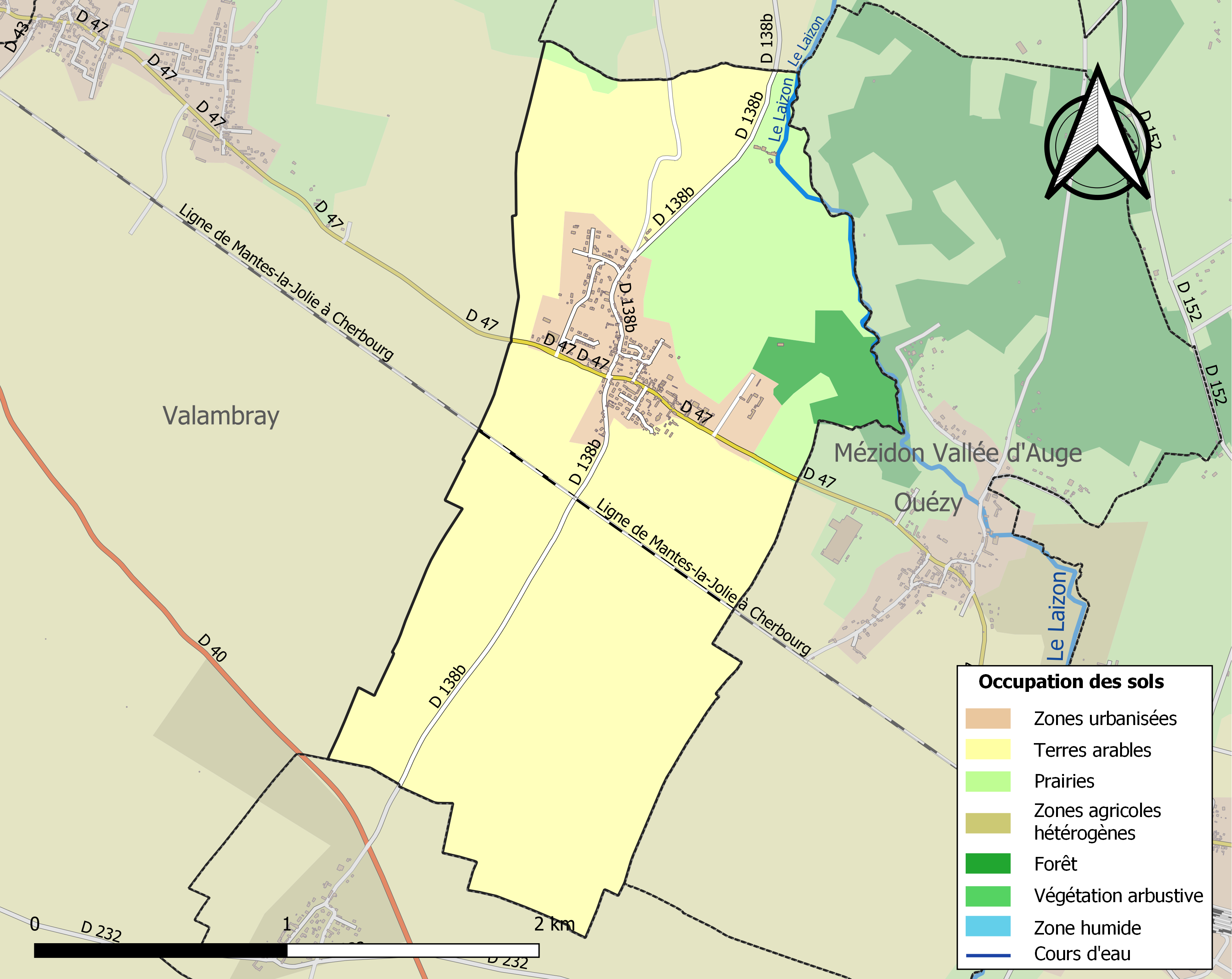
Carte des infrastructures et de l'occupation des sols de la commune en 2018 (CLC).

## Toponymie
Le nom de la localité est attesté sous les formes Cirreni vers 1080, Cierneio vers 1090, Chesny en 1371.

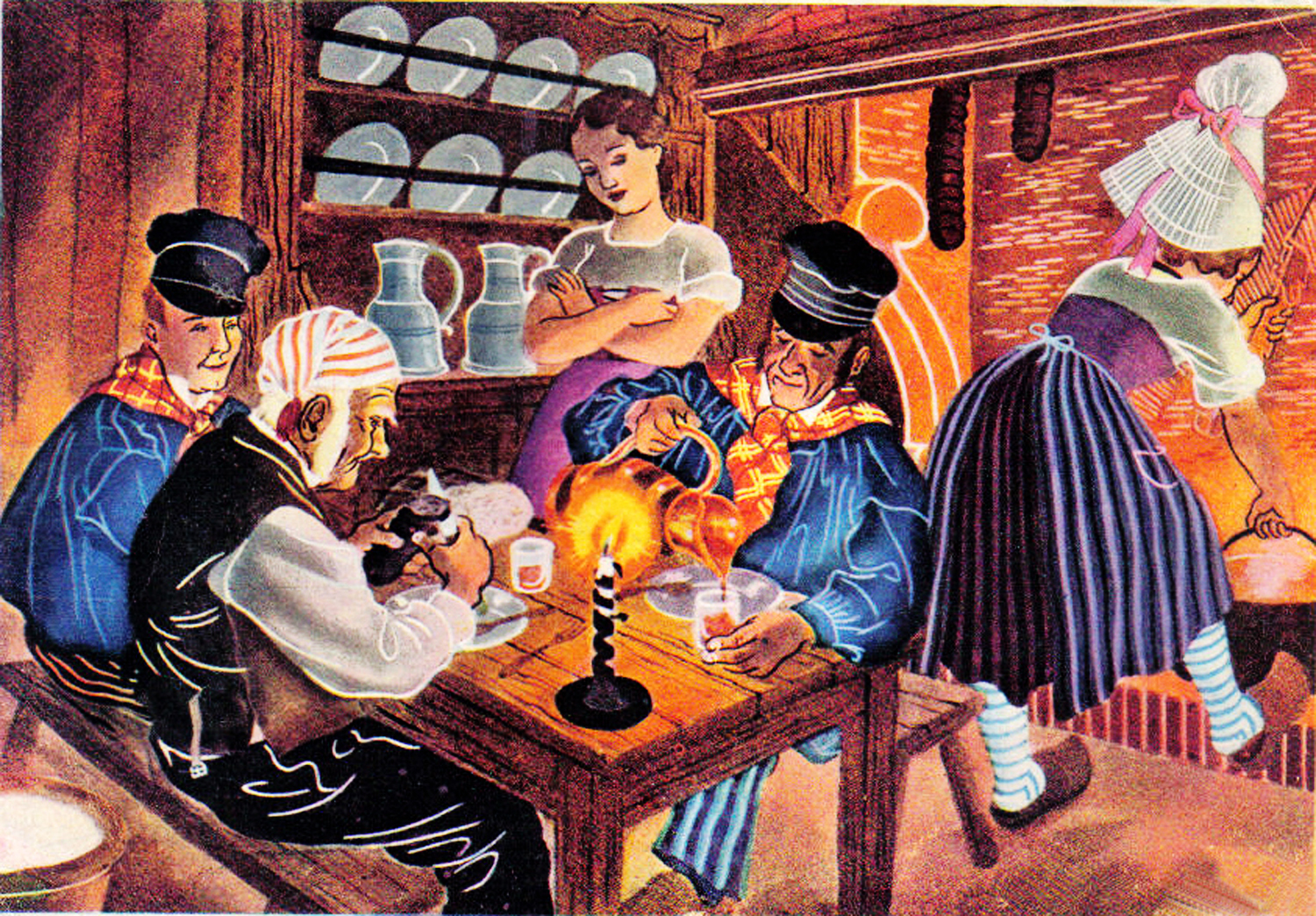
Paysans normands buvant du vin du Calvados

Formé sur l'anthroponyme gallo-romain Ceternius.
Le déterminatif, Aux-Vignes, rappelle les vignobles bien connus qui occupaient le versant sud des hauteurs d'Argences et au vin d'Argences qui a eu une longue renommée.
Le gentilé est Cirenien.

## Histoire
Du 1er janvier 1972 au 31 décembre 2005, Cesny-aux-Vignes a formé avec la commune d'Ouézy, la commune de Cesny-aux-Vignes-Ouézy. En 1999, la population de Cesny-aux-Vignes-Ouézy était de 496 habitants. Selon le recensement provisoire de 2008 établi par l'INSEE, la commune de Cesny-aux-Vignes comptait alors 295 habitants et Ouézy 238.

## Politique et administration
| Période                                  | Période    | Identité         | Étiquette | Qualité  |
| ---------------------------------------- | ---------- | ---------------- | --------- | -------- |
| février 2006                             | avril 2010 | Jacques Bischoff | SE        | -        |
| mai 2010                                 | En cours   | Éric Duval       | SE        | Retraité |
| Les données manquantes sont à compléter. |            |                  |           |          |

## Démographie
L'évolution du nombre d'habitants est connue à travers les recensements de la population effectués dans la commune depuis 1793. Pour les communes de moins de 10 000 habitants, une enquête de recensement portant sur toute la population est réalisée tous les cinq ans, les populations de référence des années intermédiaires étant quant à elles estimées par interpolation ou extrapolation. Pour la commune, le premier recensement exhaustif entrant dans le cadre du nouveau dispositif a été réalisé en 2007.
En 2022, la commune comptait 419 habitants, en évolution de −3,46 % par rapport à 2016 (Calvados : +1,58 %, France hors Mayotte : +2,11 %).
Dans le tableau ci-dessous, les données de 1975, 1982, 1990 et 1999 totalisent les deux communes fusionnées, Cesny-aux-Vignes et Ouézy.
| 1793 | 1800 | 1806 | 1821 | 1831 | 1836 | 1841 | 1846 | 1851 |
| ---- | ---- | ---- | ---- | ---- | ---- | ---- | ---- | ---- |
| 241  | 223  | 224  | 241  | 204  | 219  | 223  | 234  | 241  |

| 1856 | 1861 | 1866 | 1872 | 1876 | 1881 | 1886 | 1891 | 1896 |
| ---- | ---- | ---- | ---- | ---- | ---- | ---- | ---- | ---- |
| 234  | 246  | 240  | 211  | 214  | 216  | 217  | 235  | 214  |

| 1901 | 1906 | 1911 | 1921 | 1926 | 1931 | 1936 | 1946 | 1954 |
| ---- | ---- | ---- | ---- | ---- | ---- | ---- | ---- | ---- |
| 216  | 197  | 204  | 168  | 183  | 176  | 149  | 178  | 177  |

| 1962 | 1968 | 1975 | 1982 | 1990 | 1999 | 2006 | 2007 | 2012 |
| ---- | ---- | ---- | ---- | ---- | ---- | ---- | ---- | ---- |
| 151  | 156  | 352  | 516  | 532  | 496  | 297  | 295  | 438  |

| 2017 | 2022 | - | - | - | - | - | - | - |
| ---- | ---- | - | - | - | - | - | - | - |
| 419  | 419  | - | - | - | - | - | - | - |

## Lieux et monuments

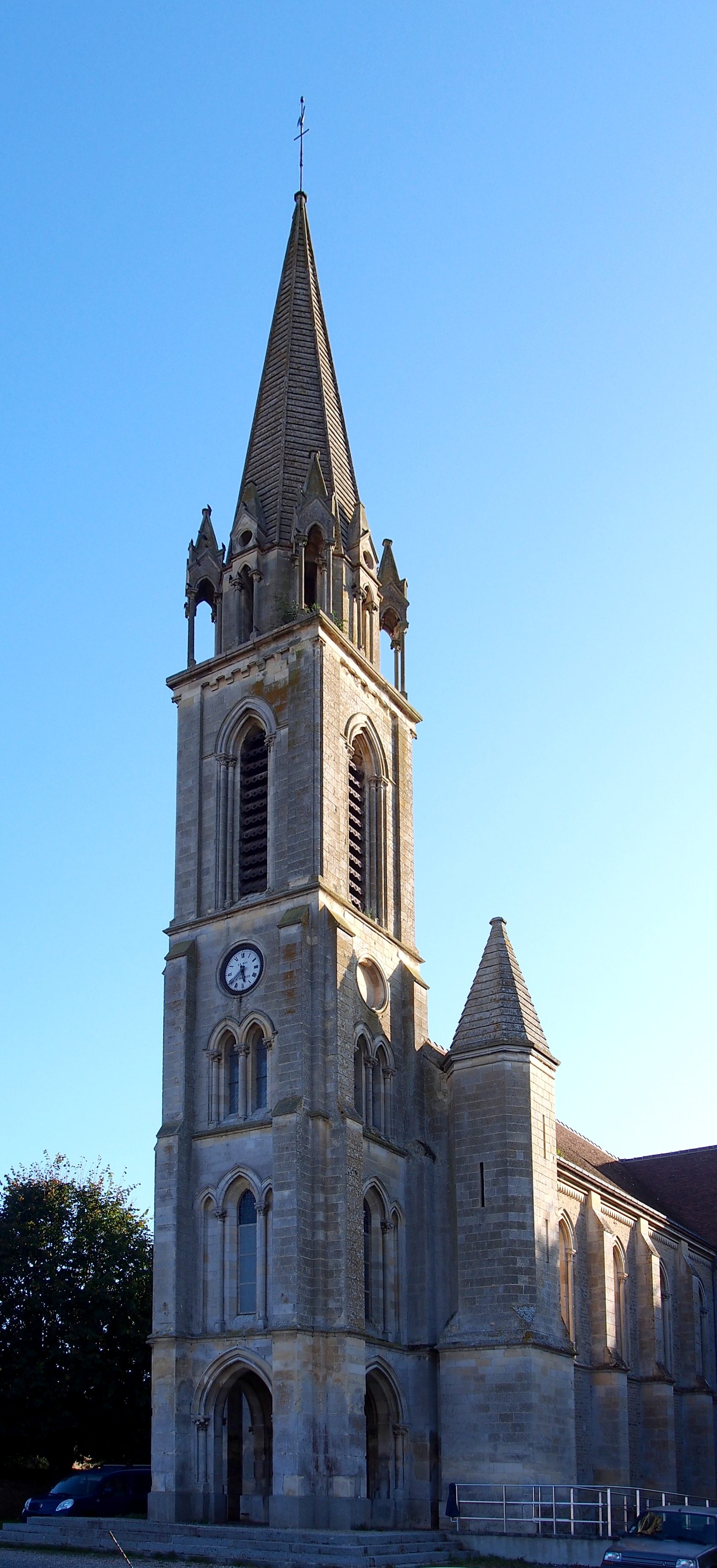
L'église Saint-Pierre.

- Château de Cesny-aux-Vignes (XVIIIe et XIXe siècles). La façade et la toiture sont classées au titre des monuments historiques (CLMH, 24/10/1977) ; la façade et les toitures des communs (XVIIe siècle) sont inscrits à l'inventaire supplémentaire des monuments historiques (ISMH, 24/10/1977).
- Église Saint-Pierre de Cesny-aux-Vignes (1870).

Cartes postales anciennes
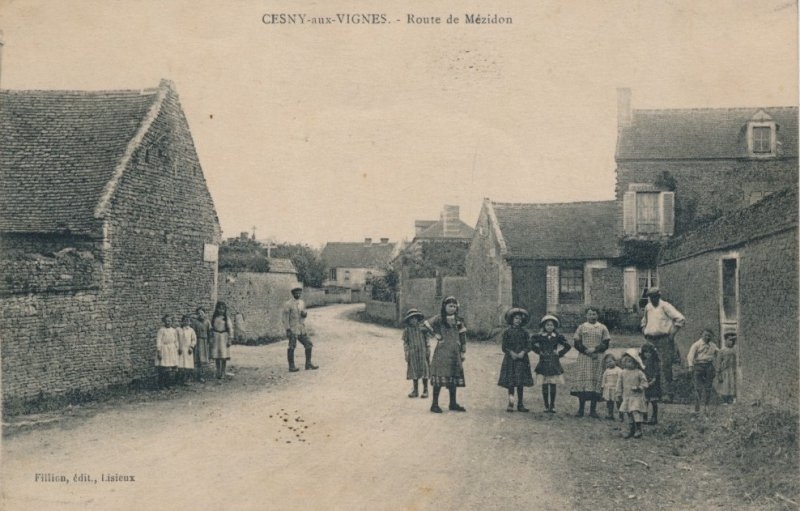
La route de Mézidon.
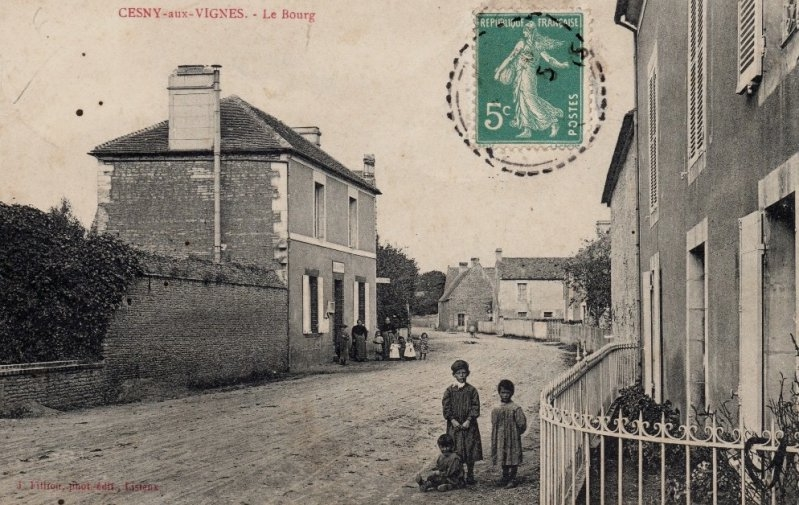
Vue du village vers 1920.
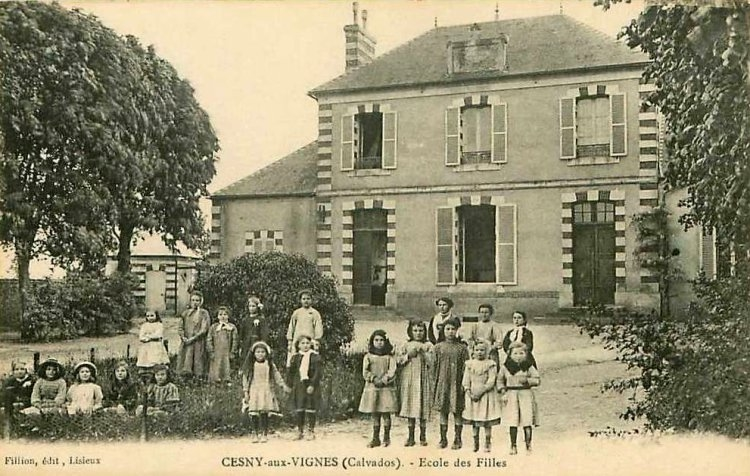
L'école de filles au début du siècle dernier.
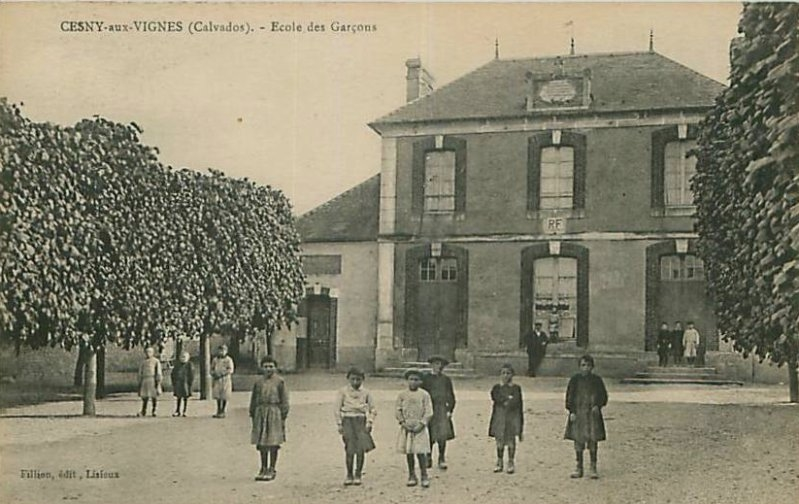
L'école de garçons au début du siècle dernier.

## Personnalités liées à la commune
- André Lemaître (1909 - 1995), peintre français qui a installé son atelier en 1959 à Cesny-aux-Vignes[27].

## Héraldique
| Blason de Cesny-aux-Vignes | Blason  | Parti : au 1er d'azur à la grappe de raisin d'or, tigée et feuillée de sinople, au 2e d'argent à la clef contournée de sable, au chef de gueules chargé d'un léopard d'or armé et lampassé d'azur. |
| Blason de Cesny-aux-Vignes | Détails | Le léopard d'or sur champ de gueules rappelle les armes de la Normandie. Le statut officiel du blason reste à déterminer.                                                                          |